# ريتشل بلاتن
ريتشل أشلي بلاتن (بالإنجليزية: Rachel Ashley Platten)‏  هي مغنية وكاتبة أغاني أمريكية ولدت في يوم 20 مايو 1981 في قرية نيوتن سنتر في ولاية ماساتشوستس في الولايات المتحدة ، أشتهرت في عام 2015 بعد إطلاقها لأغنية Fight Song وألتي إحتلت المراكز ال10 الأولى في عدة دول مثل أستراليا وكندا ونيوزلندة وسلوفاكيا والولايات المتحدة ووصلت إلى المرتبة الأولى في المملكة المتحدة.

## روابط خارجية
- ريتشل بلاتن على موقع IMDb (الإنجليزية)
- ريتشل بلاتن على موقع روتن توميتوز (الإنجليزية)
- ريتشل بلاتن على موقع ميوزك برينز (الإنجليزية)
- ريتشل بلاتن على موقع أول ميوزيك (الإنجليزية)
- ريتشل بلاتن على موقع ديسكوغز (الإنجليزية)
- ريتشل بلاتن على موقع قاعدة بيانات الفيلم (الإنجليزية)